# Ixtapan de la Sal
Ixtapan de la Sal – miasto w Meksyku, w stanie Meksyk.